# Lycophidion taylori
Lycophidion taylori är en ormart som beskrevs av Broadley och Hughes 1993. Lycophidion taylori ingår i släktet Lycophidion och familjen snokar. Inga underarter finns listade i Catalogue of Life.
Denna orm förekommer i centrala Afrika från Tchad till Somalia och Tanzania. Ett fynd från Senegal behöver bekräftas att det tillhör arten. Arten lever i bergstrakter mellan 800 och 1500 meter över havet. Alla fynd är från savanner, buskskogar och halvöknar. Honor lägger antagligen ägg.
Lycophidion taylori registrerades i ett stort område och därför antas att populationen är stor. IUCN listar arten som livskraftig (LC).